# Léomar
Léomar Leiria, detto Léomar (Marechal Cândido Rondon, 26 giugno 1971), è un ex calciatore brasiliano, di ruolo centrocampista.

## Caratteristiche tecniche
Giocava come centrocampista difensivo.

## Carriera

### Club
Debuttò nel calcio professionistico nel 1991 con la maglia dell'Iguaçu, tornando poi all'Atlético Paranaense, squadra nelle cui giovanili era cresciuto calcisticamente. Nel 1995 vinse la Série B e si trasferì allo Sport di Recife, nello stato di Pernambuco, dove vinse quattro campionati statali consecutivi. Nel 1999 ebbe una brevissima esperienza al Botafogo, con una sola presenza, prima di tornare nuovamente allo Sport, con la maglia del quale si guadagnò la convocazione nella Nazionale di Émerson Leão. Si è ritirato nel 2006 con la maglia del CSA.

### Nazionale
Ha giocato 4 partite per il Brasile, venendo incluso tra i convocati per la Confederations Cup 2001.

## Palmarès

### Club

#### Competizioni nazionali
- Campionato Paranaense Serie A2: 1

Iguaçu: 1991
- Campionato brasiliano di seconda divisione: 1

Atlético-PR: 1995
- Campionato Pernambucano: 5

Sport: 1997, 1998, 1999, 2000
Náutico: 2004